# Данги
Данги (фр. Dangu) насеље је и општина у северној Француској у региону Горња Нормандија, у департману Ер која припада префектури Andelys.
По подацима из 2011. године у општини је живело 597 становника, а густина насељености је износила 74,91 становника/km². Општина се простире на површини од 7,97 km². Налази се на средњој надморској висини од 43 метара (максималној 101 m, а минималној 40 m).

## Демографија
| 1962. | 1968. | 1975. | 1982. | 1990. | 1999. | 2011. |
| ----- | ----- | ----- | ----- | ----- | ----- | ----- |
| 376   | 394   | 519   | 515   | 610   | 589   | 597   |

График промене броја становника у току последњих година